# Lapidot
Lapidot (hebrejsky לַפִּידוֹת, v oficiálním přepisu do angličtiny Lappidot, přepisováno též Lapidot) je vesnice typu mošav v Izraeli, v Severním distriktu, v Oblastní radě Ma'ale Josef.

## Geografie
Leží v nadmořské výšce 496 metrů, v jihozápadní části Horní Galileji, cca 17 kilometrů od břehů Středozemního moře a 13 kilometrů od libanonských hranic. Jižně od vesnice terén spadá do údolí vádí Nachal Bejt ha-Emek, do kterého podél východní strany mošavu ústí Nachal Chešek, na západní straně Nachal Kišor.
Obec se nachází cca 5 kilometrů jižně od města Ma'alot-Taršicha, cca 108 kilometrů severovýchodně od centra Tel Avivu a cca 30 kilometrů severovýchodně od centra Haify. Lapidot obývají Židé, přičemž osídlení v tomto regionu je etnicky smíšené. V okolních obcích je většinové zastoupení izraelských Arabů a Drúzů. Mezi nimi jsou ovšem rozptýlené menší židovské vesnice.
Lapidot je na dopravní síť napojen pomocí lokální silnice číslo 854.

## Dějiny
Lapidot byl založen v roce 1978 v rámci programu Micpim be-Galil, který na přelomu 70. a 80. let 20. století znamenal výstavbu několika desítek nových židovských vesnic v oblasti Galileji a jehož cílem bylo posílit židovské demografické pozice v tomto regionu a nabídnout bydlení na venkově s předměstským životním stylem.
Zakladateli vesnice byli obyvatelé z již existujících mošavů v tomto regionu, kteří ve svých původních obcích již nenacházeli volné zemědělské pozemky pro zřízení rodinné farmy.
Obyvatelé vesnice převážně dojíždějí za prací mimo obec. V Lapidot fungují zařízení předškolní péče. Základní škola je ve vesnici Becet.

## Demografie
Obyvatelstvo mošavu Lapidot je sekulární. Podle údajů z roku 2014 tvořili naprostou většinu obyvatel v Lapidot Židé (včetně statistické kategorie "ostatní", která zahrnuje nearabské obyvatele židovského původu ale bez formální příslušnosti k židovskému náboženství).
Jde o menší sídlo vesnického typu s dlouhodobě stagnující populací. K 31. prosinci 2014 zde žilo 122 lidí. Během roku 2014 populace stoupla o 0,8 %.
| Rok            | 1983 | 1995 | 2001 | 2003 | 2004 | 2005 | 2006 | 2007 | 2008 | 2009 | 2010 | 2011 | 2012 | 2013 | 2014 |
| -------------- | ---- | ---- | ---- | ---- | ---- | ---- | ---- | ---- | ---- | ---- | ---- | ---- | ---- | ---- | ---- |
| Počet obyvatel | 114  | 171  | 159  | 157  | 161  | 169  | 169  | 166  | 159  | 133  | 131  | 124  | 123  | 121  | 122  |